# 埃伦·贝克尔
埃伦·贝克尔（德語：Ellen Becker，1960年8月3日—），德国女子赛艇运动员。她曾代表西德参加1984年夏季奥林匹克运动会赛艇比赛，获得女子双人单桨无舵手铜牌和女子八人单桨有舵手第六名。